# Friedhof der Namenlosen
El Friedhof der namenlosen (en alemany cementiri dels sense nom) és un cementiri de les persones sense llar al districte onzè de Viena (Simmering). Es troba al barri d'Albern, a prop del port d'Albern. De fet, es tracta de dos cementiris, dels quals només un és reconeixible com a tal avui.

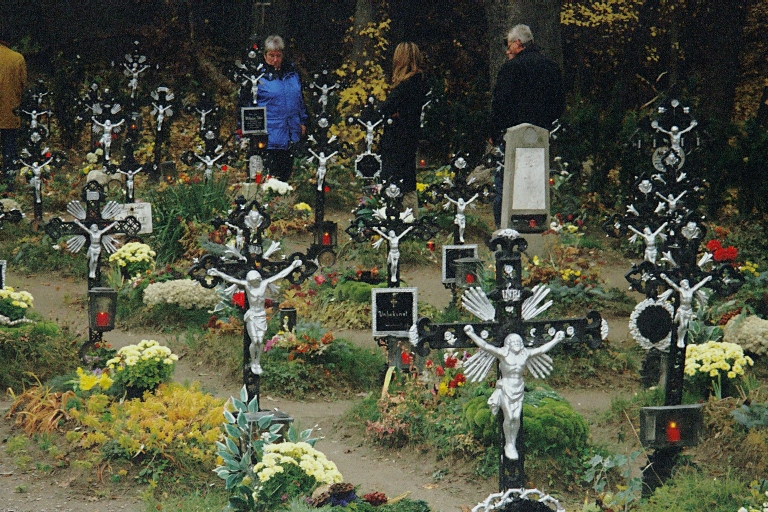
Friedhof der Namenlosen

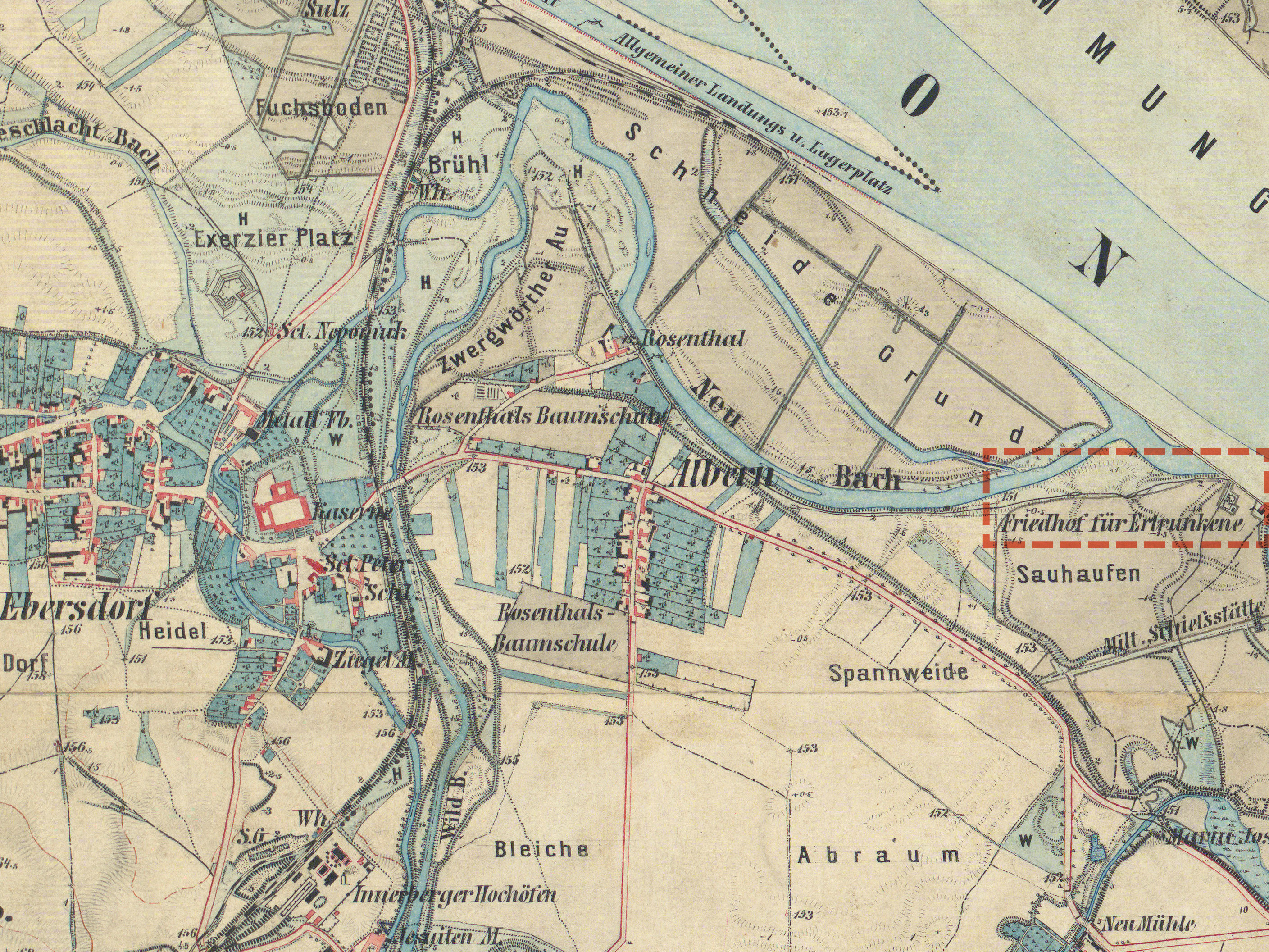
Cartografia del cementiri (1873)

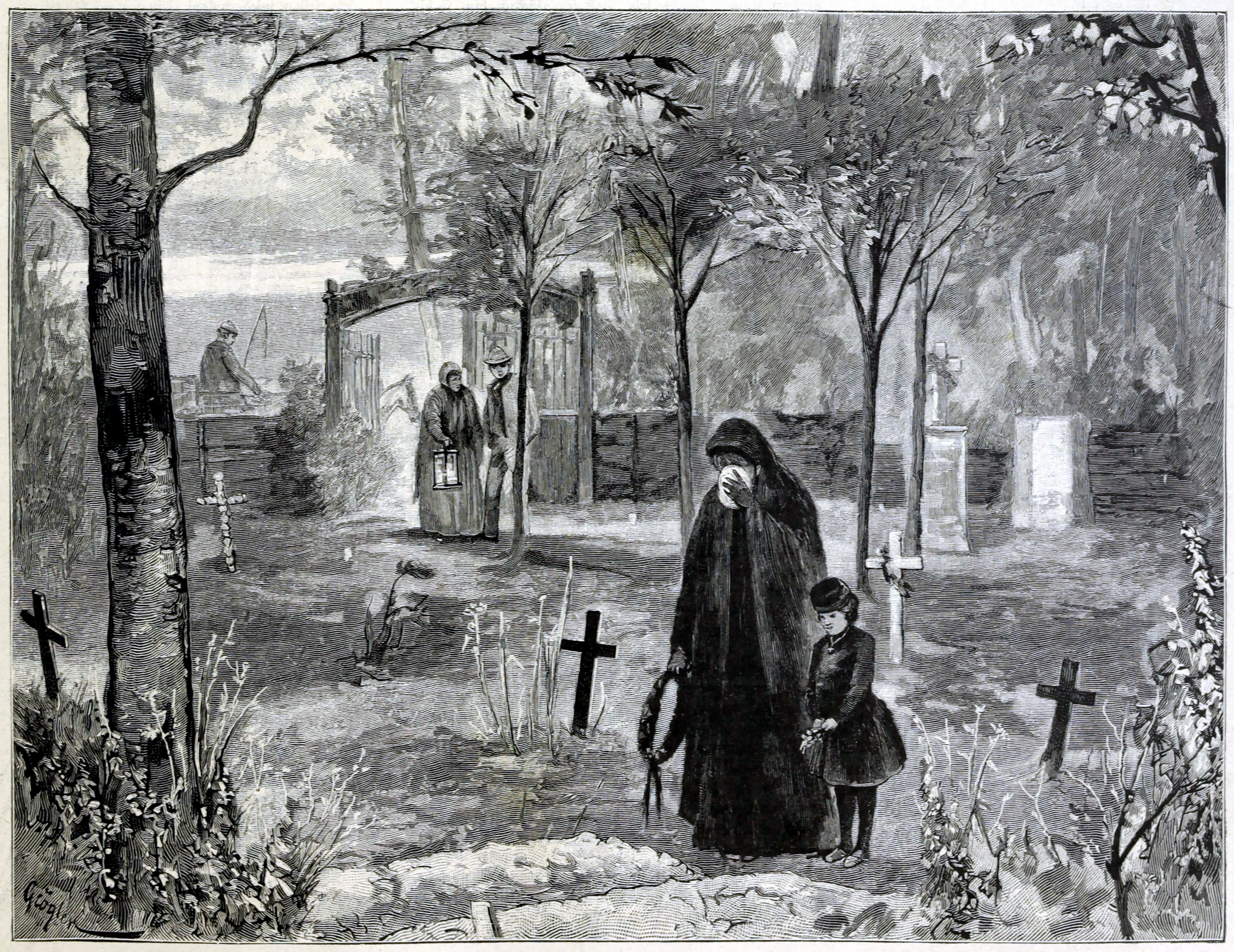
Dibuix del cementiri de Wilhelm Grögler (1839–1897)

## Primer Friedhof der Namenlosen 1840-1900
El 1840 hi va tenir lloc el primer enterrament d'una dona desconeguda ofegada al Danubi. Era vòrtex d'aigua que s'utilitzava per acumular en aquest punt (quilòmetre 1918,3) les deixalles marines, i els cossos dels ofegats sovint es descomponien de manera que era impossible el reconeixement. La identificació normalment no era possible. Com que a aquests cadàvers se'ls negava un funeral regular (sobretot perquè molts d'ells acabaven la vida al Danubi), eren enterrats a intervals de metre cantats i sense numerar. Com a resultat es va produir el primer cementiri, que es va inundar un cop i un altre. El cementiri era assenyalat aleshores assenyalat per una porta de fusta (que hi deia "lloc de descans"). El mateix any es van reformar la porta d'entrada i la reixa, ambdues poc afectades a la primavera de 1893 per una presa de gel. Fins aleshores allotjava 200 cossos. El 1895, la reixa i la tanca van haver de ser reparades de nou a causa de les inundacions.

## Segon Friedhof der Namenlosen 1900-1940 (fins avui)
Gràcies a Albin Hirsch, responsable del districte de Simmering, el 1900 es va construir un segon cementiri sota la presa de protecció contra inundacions a un tros de bosc que la comunitat d'Albern havia llogat a la ciutat de Viena, amb la participació voluntària dels artesans locals a canvi d'un interès de reconeixement. Encara es manté i és accessible.
El novembre de 1918, el cementiri va haver de ser tancat fins a nou avís, ja que, a causa de la necessitat de combustible, es van saquejar les creus de fusta i el taüts enterrats.
El 1935 s'hi van fer treballs per reforçar el terraplè de protecció d'un mur de tancament de pedra per l'arquitecte Karl Franz Eder (1904-1978), qui hi va dissenyar la "Capella de la Resurrecció" el 9 d'octubre de 1935 com a part de la conclusió solemne de l'obra de protecció contra inundacions. Fou consagrat pel cardenal Theodor Innitzer. Quan el 1939 es va construir el port d'Albern i les sitges de gra, les condicions del cabal al riu Danubi van canviar i no arribaven cossos a terra. En total es van enterrar 104 ofegats, 43 d'ells van poder ser identificades, es altres creus eren “desconegudes”.
L'últim enterrament va tenir lloc segons informació oficial el 1940, però es pot trobar una creu gravada amb l'any 1953. Ja que Albern era adherida a Viena el 1938 (abans era una comunitat local independent), des del 1940 es va enterrar un mort desconegut del Danubi al Zentralfriedhof de Viena. Per tant, part del cementiri es va mantenir buit.
Al cementiri cada mort era enterrat en un taüt de fusta donat per un fuster. L'empresa portuària va intentar una vegada utilitzar la zona del cementiri per a expansionar el port. Des del 1957 el cementiri està a cura del departament cultural de la ciutat de Viena; la capella va ser restaurada el 1987 amb el suport de la Wiener Hafen GmbH.
L'enterramorts honorari Josef Fuchs (nascut el 4 de març de 1906 el 2 d'abril de 1996) ha tingut cura del cementiri fins a la seva mort i ha contribuït significativament a la seva preservació i aspecte actual. Es van col·locar a les tombes simples creus de ferro amb figures de Crist blanques. Va ser honorat pel seu treball amb Condecoració d'Or de la ciutat de Viena. Els seus descendents continuen tenint cura del cementiri de manera voluntària i sense suport públic.
Cada any, l'Associació de Pescadors d'Albern hi celebra una commemoració. A la tarda del primer diumenge després del dia de Tots Sants, els membres del club construeixen una bassa decorada amb corones, flors i espelmes enceses, i la porten amb l'ajuda d'una barca al mig del Danubi. A la bassa hi ha una làpida simbòlica inscrita a les víctimes del Danubi i escrita en alemany, txec i hongarès.
Actualment rarament arriben cossos a terra arran de la regulació del Danubi i de la Central Elèctrica de Freudenauer. L'últim cas d'ofegament documentat, el novembre del 2004, va tractar-se del cos d'una dona.
La ciutat de Viena ha declarat tancat el cementiri. [12] L'administració del cementiri és responsabilitat de l'empresa Wiener Hafen.
La Capella de la Resurrecció és actualment (2016) cuidada pel sacerdot Silvio Crosina (Viena-Wieden), que celebra una missa cada primer diumenge del mes.

## Cultura i mitjans
El cementiri és un indret de visita de turistes, a la qual cosa podria haver contribuït una seqüència en el llargmetratge estatunidenc Abans de l'alba, on apareix el cementiri. També apareix a una seqüència d'un episodi de la sèrie de crims austríaca SOKO Donau.
A l'Àustria de la postguerra, fortament influenciada per temes com el joc, el contraban, el mercat negre, la prostitució i els actes de violència, el cementiri va estar en el drama social de Kurt Steinwendner Wienerinnen – Schrei nach Liebe, símbol d'un crim previst a prop seu, en un graner del port d'Albern.
A la pel·lícula del 1994 Angeschwemmt del director i càmera Nikolaus Geyrhalter l'enterramorts Josef Fuchs narra amb detall les seves experiències durant la seva activitat. Els costums anteriorment descrits al voltant del dia de Tots Sants també es documenten i es graven a la pel·lícula.
L'escriptor austríac Georg Schmid va publicar la seva novel·la Friedhof der Namenlosen el 1982. El cementiri també es troba a la novel·la Wiener Passion (1999) de l'escriptora austríaca Lilian Faschinger i a ls singspiel Hafen Wien d'Ernst Molden. També a la novel·la Herzgewächse oder Der Fall Adams de Hans Wollschläger es descriu el cementiri i una de les seves tombes.
La banda austríaca L'Âme Immortelle dedica la seva cançó Namenlos al cementiri. L'àlbum amb el mateix nom, així com l'àlbum successor Durch fremde Hand es refereixen a les inscripcions de dos sepulcres al cementiri. La lletra de la cançó Was bleibt de l'autor Thomas Sabottka (que treballa amb L'Âme Immortelle) té el cementiri com a tema central.
L'any 1989 el departament de "Literatura i documentació" d'Österreichischer Rundfunk, va produir el documental auditiu i visual Der Friedhof der Namenlosen – Wie die Bergung von Wasserleichen einen Gutteil des Lebens ausmachen kann (El cementiri dels sense nom - Com el salvament de les masses d'aigua pot constituir una bona part de la vida), en el qual el cronista del cementiri Josef Fuchs informa amb detall sobre la seva obra. El col·laborador d'ORF Robert Weichinger, dissenyat i avalat per textos de Ludwig Fels Hörbild, va ser guardonat el 1990 amb el premi Andreas Reischek. El documental també va obtenir un dels Premis Ondas 1991.